# Ордабаев, Куралбек Досжанович
Куралбек Досжанович Ордабаев (6 августа 1949, Чимкент, Казахская ССР, СССР) — советский футболист, вратарь, казахстанский футбольный функционер и тренер, мастер спорта СССР.

## Биография
Происходит из рода Шымыр племени дулат.
Начал игровую карьеру в родном Чимкенте. В 1971 году был приглашен в главный клуб Казахстана — алма-атинский «Кайрат» и был признан лучшим новичком чемпионата СССР. 12 лет был основным вратарем «Кайрата».
Состоял в КПСС. После завершения игровой карьеры был начальником родной команды, вице-президентом, президентом Футбольной ассоциации РК, советником по игровым видам Агентства по спорту и туризму РК.

## Нарады и звания
- 2011 — Медаль «20 лет независимости Республики Казахстан»;
- 2016 — Указом президента РК награждён орденом «Курмет»;[3]
- 2023 (17 сентября) — звание «Почётный гражданин города Алматы»;[4]